# Voie ferrée Pontebbana
La voie ferrée Pontebbana (en italien : ferrovia Pontebbana) est une ligne de chemin de fer italienne longue de 89 km, reliant Udine à Tarvisio au sein du Frioul-Vénétie Julienne. Elle constitue un tronçon essentiel de l'axe ferroviaire de Venise à Villach en Autriche. En service depuis 1879, la ligne prend le nom de la ville de Pontebba dans les environs de laquelle se trouvait l'ancienne frontière du royaume d'Italie avec l'Empire austro-hongrois au cours des quarante premières années de fonctionnement.
Dès la fin des années 1970, la ligne a été complètement rénovée en plusieurs étapes ; le dernier tronçon, entre Ugovizza Valbruna et Tarvisio, a été ouvert le 26 novembre 2000.

## Historique

### Contexte
Dans les années 1850 déjà, aux temps de l'ancien empire d'Autriche est étudiée la possibilité de construire une ligne ferroviaire qui, attachée à la ligne méridionale (Südbahn) reliant Vienne et Trieste, passerait par Villach, en Carinthie et Tarvis (Tarvisio) à travers les Préalpes orientales méridionales à Udine, afin de faciliter les liaisons entre la capitale autrichienne et Venise dans le royaume de Lombardie-Vénétie. La ligne Venise-Udine, achevée en 1860, est construite également selon cet objectif.
En 1864, la nouvelle gare de Villach est rattachée à la ligne méridionale via la bifurcation carinthienne pour Marbourg-sur-la-Drave (aujourd'hui Maribor). Il était prévu de continuer cette dernière ligne le long de la Drave et du val Pusteria en Tyrol pour arriver à Franzensfeste (Fortezza), sur la ligne du Brenner. On envisageait également de rejoindre la ville de Leoben en Styrie et, de là, Bruck an der Mur, via la Rudolfsbahn alors en projet. Dans ce contexte, on étudie la possibilité de relier Vienne et Trieste ce qui est une alternative à la ligne du Semmering qui pourrait être aussi utilisée pour un voyage entre Innsbruck et le port de Trieste. Deux projets sont présentés :
- une ligne qui aurait traversé la ligne de partage des eaux aux alentours du col du Predil et se serait connectée à la ligne Udine-Trieste à hauteur de Gorizia (Goritz)[1].
- une ligne qui aurait traversé la ligne de partage des eaux alpine dans les environs du col de Camporosso pour ensuite descendre via Pontebba à Udine et se connecter à Monfalcone sur la côte Adriatique grâce à une nouvelle voie ferrée passant par Cervignano[1] ;

Avec le passage des provinces vénitiennes à l'Italie à la suite de la troisième guerre d'indépendance et du traité de Prague en 1866, la ligne du Predil est restée la seule liaison sur le territoire autrichien, mais ce projet a été abandonné en faveur de la ligne via le poste frontière à Pontebba.

### Construction
| Tronçon                  | Inauguration     |
| ------------------------ | ---------------- |
| Udine-Gemona del Friuli  | 15 novembre 1875 |
| Gemona del Friuli-Carnia | 18 décembre 1876 |
| Carnia-Resiutta          | 7 mai 1877       |
| Resiutta-Chiusaforte     | 14 mars 1878     |
| Chiusaforte-Pontebba     | 25 juillet 1879  |
| Pontebba-Tarvisio        | 11 octobre 1879  |

Avec l'impulsion de la Société pour les Chemins de Fer de haute Italie (Società per le Ferrovie dell'Alta Italia, SFAI), laquelle appartient alors aux mêmes actionnaires que la société ferroviaire Südbahn (qui exploitait la ligne méridionale et la partie autrichienne de la ligne Udine-Trieste), l'Italie et l'Empire austro-hongrois se mettent d'accord pour construire une ligne ferroviaire entre Udine et Tarvis. Cette voie ferrée aurait suivi le tracé passant par Gemona del Friuli et Pontebba près de laquelle serait situé le passage de la frontière. La construction de la ligne est confiée à la SFAI pour la partie italienne et à la k.k.p. Kronprinz Rudolf Bahn (KRB), qui exploite alors la Rudolfsbahn, pour la partie autrichienne.
Entre 1875 et 1879, plusieurs tronçons sont ouverts au fur et à mesure. Le 15 novembre 1875 est ouverte la section entre Udine et Gemona, tandis que la gare de Carnia est ouverte le 18 décembre de l'année suivante. C'est ensuite le tour de Resiutta le 17 mai 1877, et de Chiusaforte le 14 mars suivant. Le 25 juillet 1879, est ouvert le tronçon entre Chiusaforte et Pontebba, tandis que la section autrichienne à Tarvis est mise en service le 11 octobre de la même année. Le tracé complet de la ligne est inauguré le 30 octobre 1879.

### Premières années d'activité

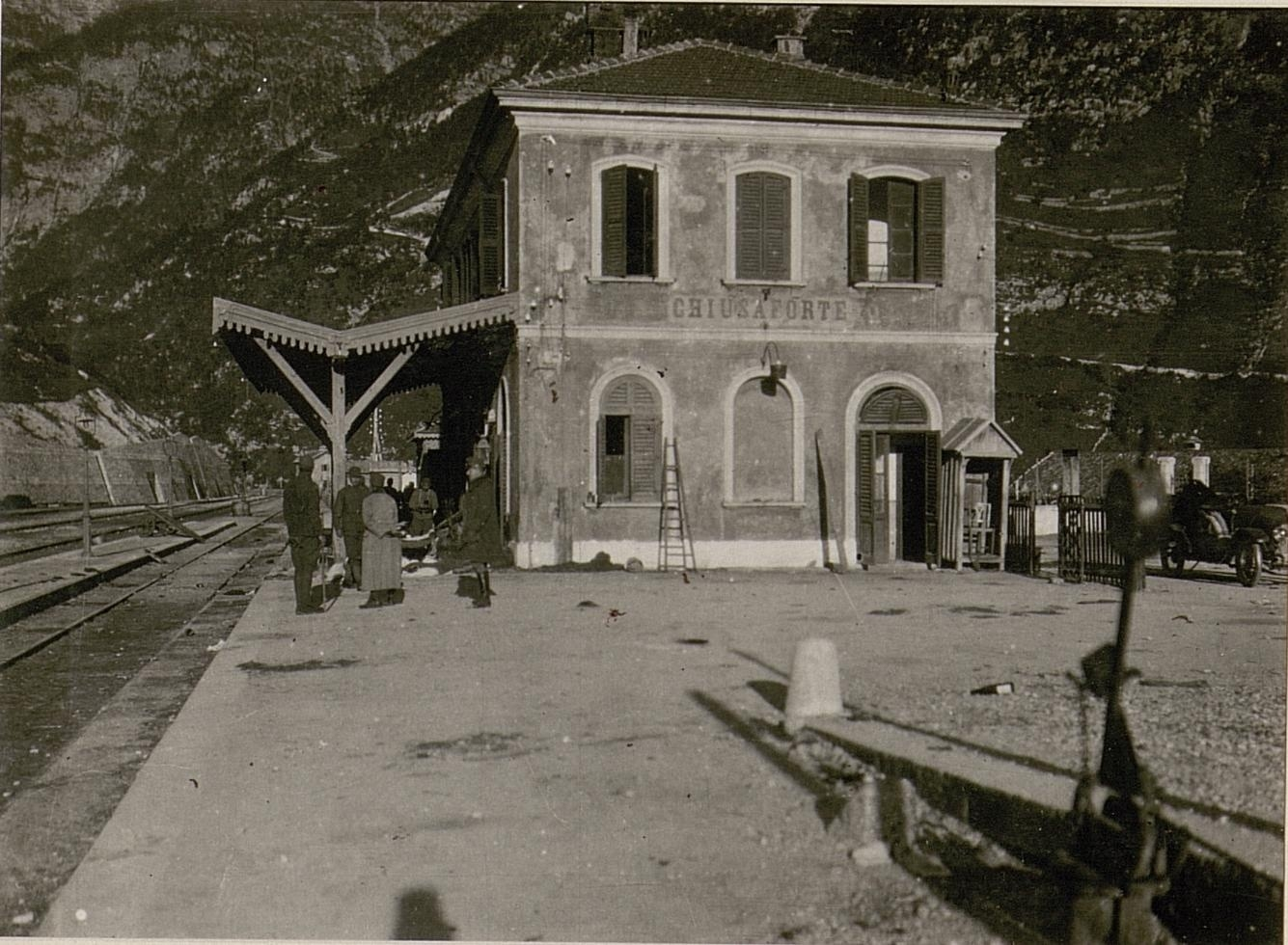
La gare de Chiusaforte en 1917. La ville sera desservie jusqu'en 1995.

En 1884, l'État austro-hongrois nationalise les lignes de la KRB ; par conséquent, l'exploitation de la partie autrichienne de la voie ferrée passe à la Compagnie des chemins de fer de l'État autrichien (Kaiserlich-königliche österreichische Staatsbahnen, KkStb). L'année suivante, à la suite de la Convention ferroviaire de 1885, la section italienne est intégrée dans la Rete Adriatica, exploitée par la Société italienne pour les chemins de fer méridionaux (Società Italiana per le Strade Ferrate Meridionali). En 1905, l'exploitation de cette section est reprise par les Ferrovie dello Stato Italiane (FS).

### Entre-deux-guerres
En 1919, le traité de Saint-Germain-en-Laye établit la frontière entre l'Italie et l'Autriche au-delà de la ligne de partage des eaux, dans les environs de Tarvisio. La gare de la ville, dénommée initialement Tarvisio Sobborghi et ensuite Tarvisio Centrale, devient une gare internationale et le tronçon Pontafel-Tarvisio passe aux Ferrovie dello Stato. Après le 8 septembre, la gare de frontière est fermée et, à partir de 1944 la ligne sera le seul lien avec l'Allemagne et verra le passage de tous les trains de prisonniers en direction des camps d'extermination ainsi que des provisions. En fait, à partir de janvier 1944, toutes les lignes ferroviaires directes sont bombardées à l'exception de la Pontebbana car certains ponts clés, comme ceux de Dogna et de La Mura étaient difficiles à cibler.

### Après 1945
Dans les années 1960, la ligne subit des travaux d'amélioration et de développement ; en particulier, de nouveaux bâtiments sont érigés dans les gares de Tarvisio Centrale et Pontebba et, dans cette dernière, la section de fret a été agrandie afin de doubler en capacité. Les nouvelles installations sont inaugurées en novembre 1969.

## Caractéristiques
| CONTg |

| GRZq | GRZq+ZOLL | GRZq |

| 401+045 |
| 94+250  |

| exSTR+l | eABZgr |  |

| exSTR | tSTRa |  |

| exSTR | tSTRe |  |

| exTUNNEL2 | STR |  |

| exTUNNEL2 | STR |  |

| exBHF | STR |  |

| exABZgl | eKRZ | exCONTfq |

| exSTR | BHF |  |

| exSTR | tSTRa |  |

| exSTR | tSTRe |  |

| exSTR | tSTRa |  |

| exHST | tSTR |  |

| exHST | tSTR |  |

| exSTR | tSTRe |  |

| exHST | STR |  |

| exSTR | BHF |  |

| exSTRl | eKRZo | exSTR+r |

|  | tSTRa | exSTR |

|  | tSTR | exHST |

|  | tSTR | exHST |

|  | tSTRe | exSTR |

|  | eHST | exSTR |

|  | tSTRa | exSTR |

|  | tSTR | exBHF |

|  | tSTR | exBHF |

|  | tSTRe | exSTR |

|  | eABZg+l | exSTRr |

| BHF |

| hKRZWae |

| DST |

|  | eABZgl | exSTR+r |

|  | tSTRa | exSTR |

|  | tSTR | exHST |

|  | tSTR | exhKRZWae |

|  | tSTRe | exSTR |

|  | tSTRa | exSTR |

|  | tSTR | exBHF |

|  | tSTR | exhKRZWae |

|  | tSTR | exBHF |

|  | tSTR | exhKRZWae |

|  | tSTR | exBHF |

|  | tSTR | exhKRZWae |

|  | tSTR | exDST |

|  | tSTR | exBHF |

|  | tSTRe | exSTR |

|  | eDST | exSTR |

|  | tSTRa | exSTR |

|  | tSTR | exHST |

|  | tSTRe | exSTR |

|  | hKRZWae | exSTR |

|  | eABZg+l | exSTRr |

| exCONTgq | eABZg+r |  |

| BHF |

| HST |

| exSTR+l | eABZgr |  |

| exHST | TUNNEL1 |  |

| exSTRl | eABZg+r |  |

| BHF |

| CONTgq | ABZgr |  |

| HST |

| BHF |

| uexCONTgq | emKRZu | uexCONTfq |

| exSTR+l | eABZgr |  |

| exBHF | STR |  |

| exSTR | TUNNEL1 |  |

| exSTRl | eABZg+r |  |

| eHST |

| HST |

| eHST |

| DST |

|  | ABZgl | CONTfq |

| exCONTgq | eABZg+r |  |

|  | ABZg+l | CONTfq |

|  | ABZg+l | CONTfq |

| uexKBHFa | BHF |  |

| uexCONTf | ABZgl | CONTfq |

| CONTf |

| CONTg |

| GRZq | GRZq+ZOLL | GRZq |

| 401+045 |
| 94+250  |

| exSTR+l | eABZgr |  |

| exSTR | tSTRa |  |

| exSTR | tSTRe |  |

| exTUNNEL2 | STR |  |

| exTUNNEL2 | STR |  |

| exBHF | STR |  |

| exABZgl | eKRZ | exCONTfq |

| exSTR | BHF |  |

| exSTR | tSTRa |  |

| exSTR | tSTRe |  |

| exSTR | tSTRa |  |

| exHST | tSTR |  |

| exHST | tSTR |  |

| exSTR | tSTRe |  |

| exHST | STR |  |

| exSTR | BHF |  |

| exSTRl | eKRZo | exSTR+r |

|  | tSTRa | exSTR |

|  | tSTR | exHST |

|  | tSTR | exHST |

|  | tSTRe | exSTR |

|  | eHST | exSTR |

|  | tSTRa | exSTR |

|  | tSTR | exBHF |

|  | tSTR | exBHF |

|  | tSTRe | exSTR |

|  | eABZg+l | exSTRr |

| BHF |

| hKRZWae |

| DST |

|  | eABZgl | exSTR+r |

|  | tSTRa | exSTR |

|  | tSTR | exHST |

|  | tSTR | exhKRZWae |

|  | tSTRe | exSTR |

|  | tSTRa | exSTR |

|  | tSTR | exBHF |

|  | tSTR | exhKRZWae |

|  | tSTR | exBHF |

|  | tSTR | exhKRZWae |

|  | tSTR | exBHF |

|  | tSTR | exhKRZWae |

|  | tSTR | exDST |

|  | tSTR | exBHF |

|  | tSTRe | exSTR |

|  | eDST | exSTR |

|  | tSTRa | exSTR |

|  | tSTR | exHST |

|  | tSTRe | exSTR |

|  | hKRZWae | exSTR |

|  | eABZg+l | exSTRr |

| exCONTgq | eABZg+r |  |

| BHF |

| HST |

| exSTR+l | eABZgr |  |

| exHST | TUNNEL1 |  |

| exSTRl | eABZg+r |  |

| BHF |

| CONTgq | ABZgr |  |

| HST |

| BHF |

| uexCONTgq | emKRZu | uexCONTfq |

| exSTR+l | eABZgr |  |

| exBHF | STR |  |

| exSTR | TUNNEL1 |  |

| exSTRl | eABZg+r |  |

| eHST |

| HST |

| eHST |

| DST |

|  | ABZgl | CONTfq |

| exCONTgq | eABZg+r |  |

|  | ABZg+l | CONTfq |

|  | ABZg+l | CONTfq |

| uexKBHFa | BHF |  |

| uexCONTf | ABZgl | CONTfq |

| CONTf |

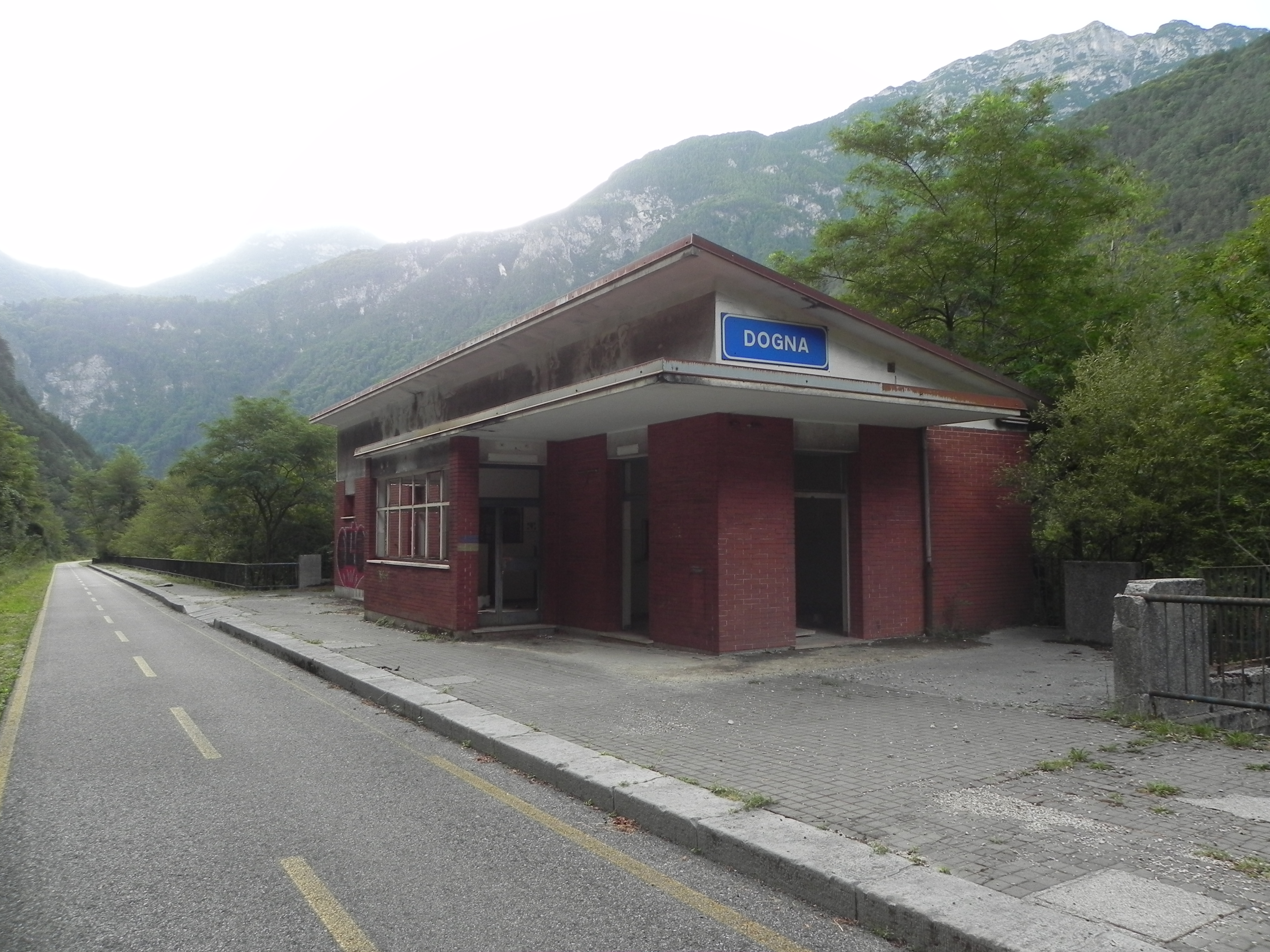
La gare de Dogna, ouverte de 1935 à 1995, située sur l'ancien tracé entre Chiusaforte et Pontebba. La voie a été transformée en piste cyclable.

La voie ferrée est exploitée par la Rete Ferroviaria Italiana qui la classe comme ligne fondamentale. Une telle importance est due au rôle de liaison entre l'Italie et l'Autriche, étant donné qu'à Tarvisio Boscoverde, elle se connecte à la ligne Rudolfiana ce qui permet de la relier à Villach, Klagenfurt, Vienne et Linz. La ligne est à double voie du poste de mouvement Vat à Tarvisio Boscoverde, bien qu'elle soit à voie unique sur la petite portion initiale. La ligne est alimentée en 3 000 V en courant continu. L'écartement des rails adopté est le standard : 1 435 mm.
À partir du milieu des années 1990, la ligne a connu un important changement de tracé grâce à l'ouverture d'un nouveau parcours de Carnia à Tarvisio qui, se trouvant en grande partie dans des tunnels, a conduit à la suppression de l'ancienne ligne à voie unique et du parcours tortueux, avec toutes ses gares. L'unique section encore utilisé sur cette partie est celui de la gare de Pontebba. Une grande partie des tronçons abandonnés sont transformés en piste cyclable et intégrés à la Ciclovia Alpe Adria.
Le tronçon PM Vat-Tarvisio Boscoverde est d'ailleurs équipé d'un système de commande de et contrôle pour lequel la circulation est régulée par le chef de gare central de Venise-Mestre. La partie PM Vat-Udine est régulée par le chef de gare central, toujours de Venise-Mestre.
La ligne dispose d'échangeurs entre les deux voies à Tarvisio et à Udine mais également à Gemona del Friuli d'où part la ligne pour Sacile.

### Parcours
Entre Udine et Carnia, la voie ferrée suit essentiellement le tracé initial tandis qu'entre Carnia et Tarvisio il a été complètement modifié entre 1995 et 2000, coïncidant avec l'ancien tracé à hauteur de la gare de Pontebba.
Parmi les sections entre Udine et Carnia, le parcours est modifié en 1985 dans les environs de Tricesimo ce qui conduit à l'abandon de la gare homonyme en faveur de celle de Tricesimo-San Pelagio, plus proche. Le doublement de la voie au nord de ce tronçon a nécessité, entre autres, la démolition du pont du tramway électrique Udine-Tarcento.
Après Carnia, la voie emprunte un court viaduc rectiligne au-dessus de la Fella avant d'entrer immédiatement dans le tunnel Aupa. À la sortie, elle traverse le torrent Aupa à proximité de Moggio Udinese sur un très court viaduc avant d'entrer dans un deuxième tunnel, situé sous le mont Zuc dal Bor. La voie passe ensuite sur un torrent affluent de la Fella, à proximité de Dogna puis entre dans un troisième tunnel dont la sortie se trouve juste avant la gare de Pontebba. Près de la gare de Pontebba se trouvent les restes des édifices de la grande douane de marchandises, utilisée jusqu'à entrée en vigueur des accords européens en 1993. La disposition est réduite à quatre voies dont trois sont réservées au service de voyageurs. Ce nouveau tracé, entre Carnia et Pontebba est inauguré en juillet 1995.

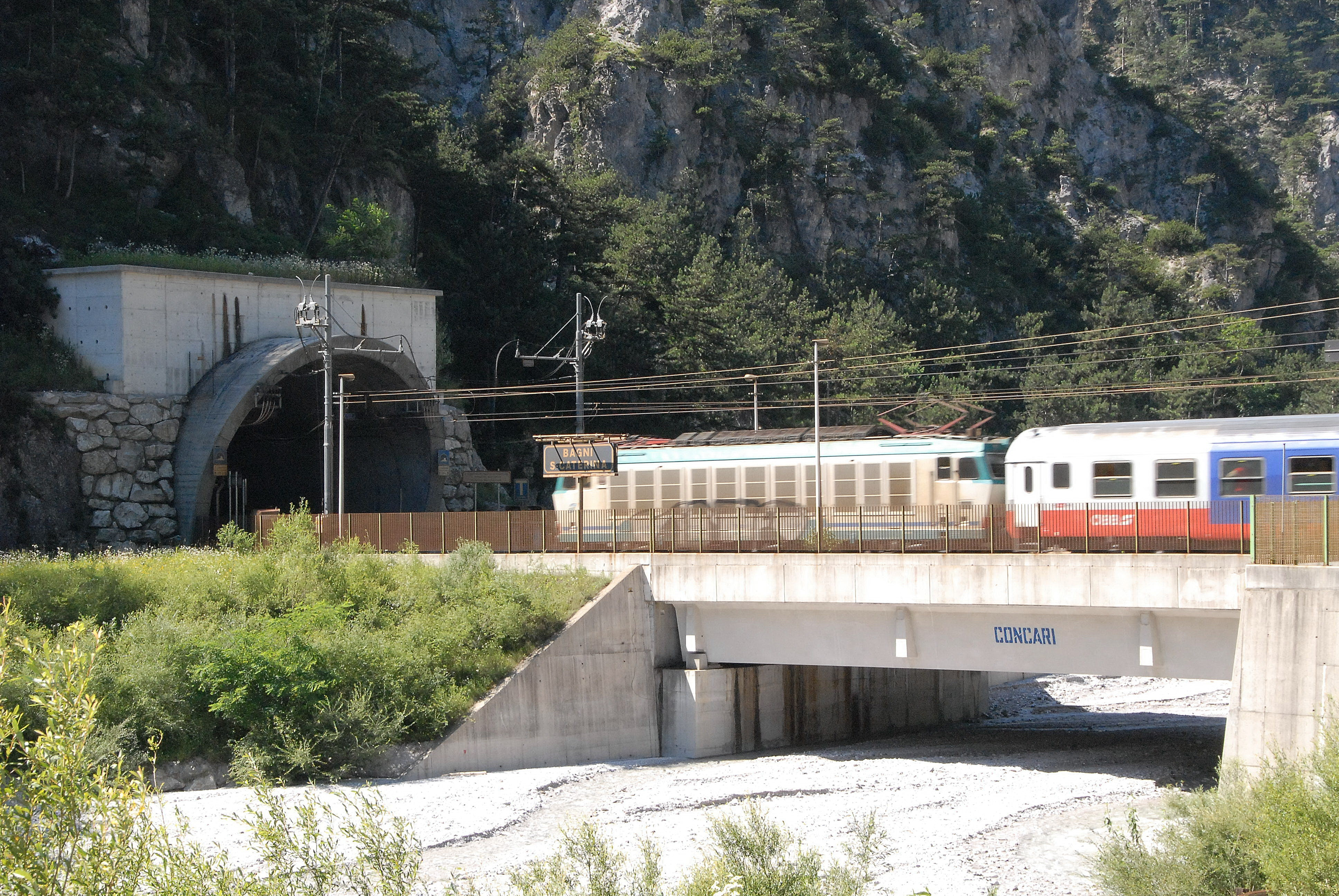
Un convoi en transit à Bagni Santa Caterina, sur la nouvelle ligne.

De Pontebba, le tracé retourne dans un tunnel et sort vers la gare de Bagni Santa Caterina, fermée en 2003 ; la voie entre de nouveau dans un tunnel jusqu'à la gare de Ugovizza-Valbruna qui se substitue aux précédentes de Ugovizza et de Valbruna mais qui se trouve toutefois éloignée des deux villes. La partie dans les tunnels entre Pontebba et Ugovizza-Valbruna suit une sorte de "M", ne sortant de la montagne qu'à la "moitié" du M, au niveau de la gare de Bagni Santa Caterina. Après Ugovizza-Valbruna, la ligne passe de nouveau dans un tunnel, contournant ainsi les agglomérations de Camporosso et de Tarvisio, traverse le torrent Slizza, entre dans un autre tunnel dont elle sort pour arriver à la gare de Tarvisio-Boscoverde, ouverte en 2000 en remplacement de celle de Tarvisio Centrale, située parallèlement à la première, à environ 500 mètres à vol d'oiseau. La gare de Tarvisio Città, mieux placée pour desservir la zone abitée, n'est pas rétablie étant donné que la voie ferrée passe entièrement dans les tunnels au niveau de Tarvisio. Après Tarvisio-Boscoverde, la ligne rejoint la Rudolfiana pour franchir la frontière avec l'Autriche et continuer vers Villach.
L'ancienne ligne suit, par contre, le cours de la rivière Fella. Elle dispose de plusieurs ponts et viaducs remarquables et longe tous les villages le long de la rivière. Elle a été démantelée car elle était exposée à des glissements de terrain et des inondations ; de plus, étant à voie unique sur la majeure partie du tracé, elle ne suffisait plus au trafic de marchandises alors en augmentation.

### Infrastructures des tronçons abandonnés
- Pont en pierre de Rivoli Bianchi : situé entre Gemona del Friuli et Venzone et partiellement en courbe, il est composé de plusieurs arcades et il s'agit du plus long pont en pierre de l'ancien tracé. Abandonné en 1988 lors du doublement de la voie, ce tronçon de la voie ferrée est transformé en piste cyclable en 2015.
- Tunnel artificiel de Moggio : entre Carnia et Moggio et établi partiellement en courbe, il est le plus long des tunnels de ce type sur toute la ligne. Il a été construit pour protéger la voie à un point particulièrement sujet à la chute de pierres et l'accumulation de neige.
- Les tunnels Riunite di Moggio e Simonetti, long de 656 mètres, et Cinque Rivi, long de 943 mètres[N 5] : situés entre les gares de Moggio et de Resiutta, ils sont respectivement les troisième plus long et le plus long tunnels de la section abandonnée.

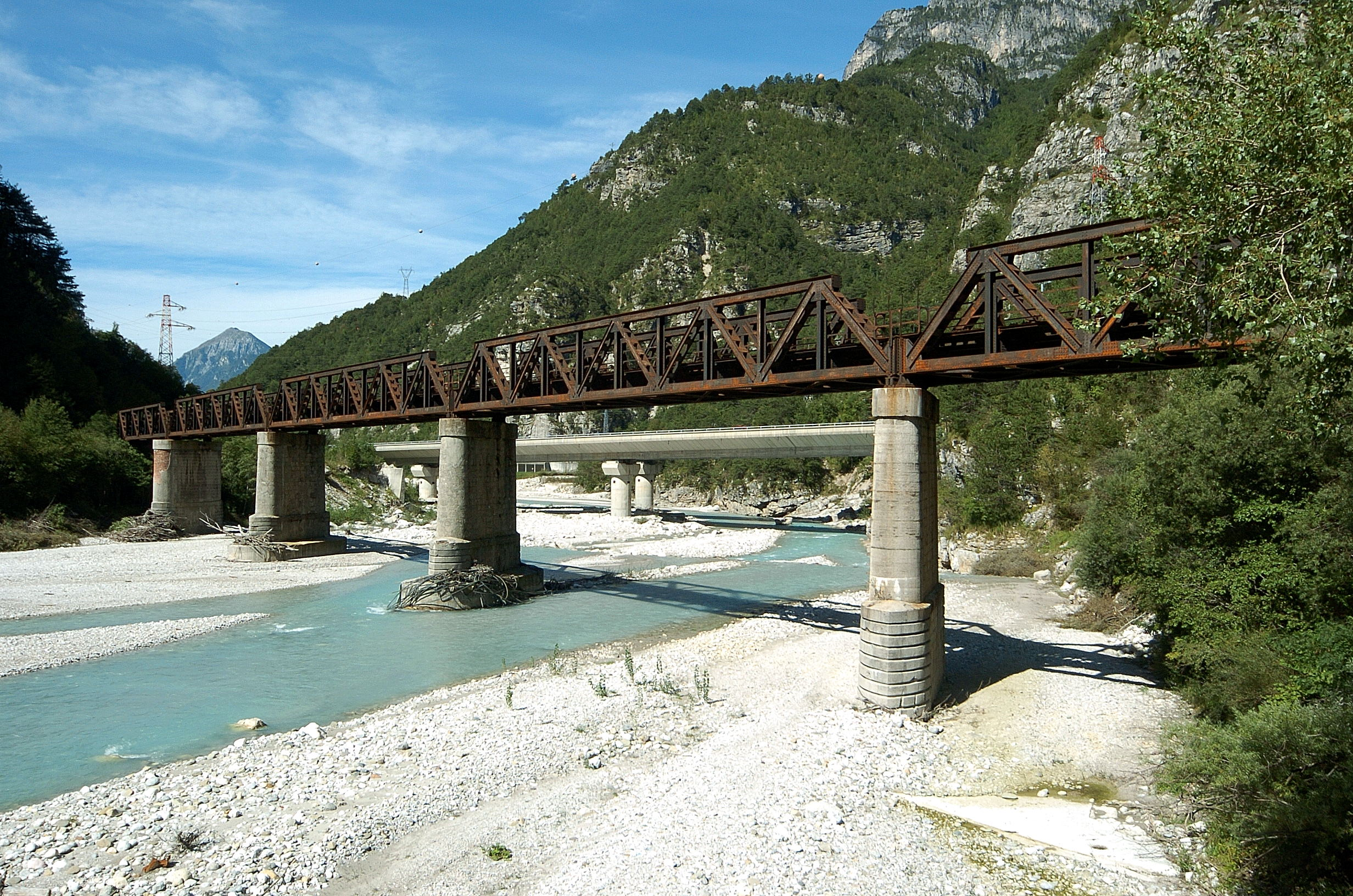
Le pont en fer de Ponteperaria, l'un ouvrages les plus remarquables de l'ancien tracé.

- Pont en fer de Ponteperaria : situé entre Resiutta et Chiusaforte, il est composé de cinq travées en fer pour une longueur de 173 mètres.
- Deux manches à eau : situées près de la gare de Chiusaforte et construites en 1915, elles servaient à ravitailler en eau les locomotives à vapeur. Lors du démantèlement de la voie, elles sont restées en place à la demande de la commune de Chiusaforte[3] ; elles ont été restaurées et sont encore visibles aujourd'hui.
- Pont en fer de Chiusaforte : situé entre Chiusaforte et Dogna, il est composé de deux travées en fer pour une longueur de 163 mètres.
- Pont en béton de Dogna : situé à Dogna sur le torrent homonyme, il est composé de cinq travées en béton armé pour une longueur d'environ 230 mètres[4]. Inauguré le 27 mai 1975, il est construit en remplacement du pont en fer dont un pilier s'est écroulé à la suite d'une inondation, 16 septembre 1968[4],[5]. Le pilier en question, construit en béton est remplacé 68 jours plus tard par une structure en fer provisoire par le 1er Bataillon de Genie Ferroviaire (I Battaglione Genio Ferrovieri) en garnison à Castelmaggiore, dans la province de Bologne[4]. Jusqu'à l'ouverture du nouveau pont, situé juste à côté du précédent, les trains traversaient le vieux pont à une vitesse fortement réduite.
- Pont en fer de Muro ou Pont de Muro : situé entre Dogna et Pietratagliata, il est composé d'une travée en fer à arc inversé, longue de 72 mètres, et de deux paires d'arches en pierre aux extrémités d'une longueur de 42 mètres pour chacune de ces paires d'arches. Au moment de l'inauguration de cette partie de la ligne, le pont n'était pas encore doté de la travée centrale métallique et les trains le traversaient à une vitesse très réduite via une structure provisoire en bois : la travée métallique actuelle est achevée par la suite.
- Tunnel San Rocco : situé entre Pietratagliata et Pontebba, il est avec 659 mètres de long le deuxième plus long de la partie abandonnée. L'entrée du tunnel située du côté de Pontebba est décorée des armoiries en pierre de la maison de Savoie.
- Tunnels Coccau di sopra, long de 517 mètres, et Coccau di sotto, long de 140 mètres : ils sont situés entre la gare de Tarvisio Centrale et la frontière.

## Trafic
Le trafic de marchandises est intense ; en particulier, les trains provenant d'Autriche continuent vers le port de Trieste ou vers Venise. Pour les passagers, le service régional est assuré par Trenitalia entre Udine et Tarvisio Boscoverde mais également jusqu'à Villach Hauptbahnof dont la liaison est réalisée par une collaboration entre la FUC, qui fournit la motrice, et le ÖBB qui fournit les wagons, dans le cadre du service Micotra.